# Chilotrogus kalabi
Chilotrogus kalabi är en skalbaggsart som beskrevs av Keith 2005. Chilotrogus kalabi ingår i släktet Chilotrogus och familjen Melolonthidae. Inga underarter finns listade i Catalogue of Life.